# Arturo Baldasano Supervielle

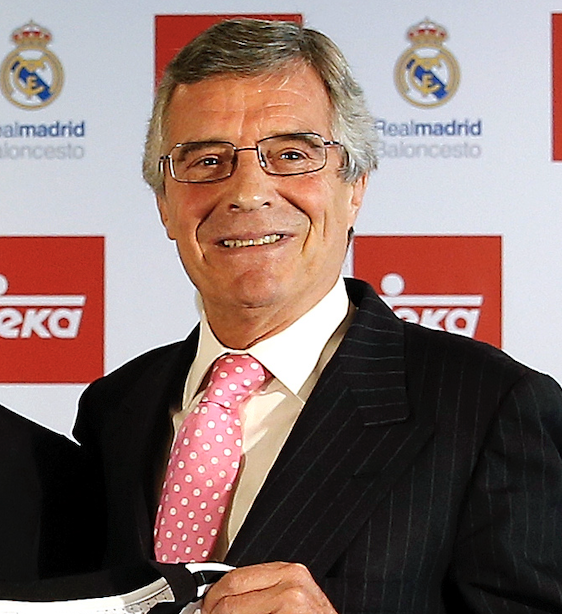
Arturo Baldasano

Arturo Baldasano Supervielle (Cádiz, España, 18 de julio de 1945) abogado. Presidente de Teka Industrial.

## Trayectoria profesional
En 1967 se licenció en derecho y dirección de empresas (ICADE-E3, 3ª Promoción)
Desde 1968 hasta 1980 ocupó puestos ejecutivos en el Banco Occidental y llegó a ser vicepresidente ejecutivo y consejero delegado del Banco Promoción de Negocios.
En 1981 se traslada a Madrid y abandona la actividad bancaria, para abrir un despacho profesional y ejercer la abogacía y el asesoramiento económico financiero e inmobiliario.
Desde 1997 hasta 2000 es designado presidente ejecutivo del consejo de administración de Amper.
Desde febrero de 1998, simultaneó el cargo de presidente de Amper, con el de presidente ejecutivo de Telefónica Media, del Grupo Telefónica. En este período sitúa Antena 3 en segundo lugar en audiencia, después de TVE 1, y participa en las negociaciones con Canal Satélite Digital para la fusión de ambas cadenas.
A finales de 1999 deja el Grupo Telefónica, aunque permaneció como presidente de Audiovisual Sport hasta enero de 2001 y de consejero de Hispasat hasta junio de 2002. También ha sido miembro de los consejos de administración de Antena 3, Vía Digital, Onda Cero y Mutua Madrileña, entre otras. 
En 2002 se reincorpora al ejercicio de la profesión, manteniendo una dedicación prioritaria a las necesidades del Grupo Teka, fabricante de electrodomésticos, convirtiéndose en su Presidente. Es miembro de los Consejos de Administración y Comités Ejecutivos del Grupo Teka. Consejero del holding suizo Heritage B, principal accionista del Grupo Teka.
Durante su presidencia Teka se convirtió en patrocinador del Real Madrid, conquistando la sexta y séptima Copa de Europa de fútbol y la octava de baloncesto.
En 2015 y durante tres temporadas, volvió al equipo blanco, esta vez patrocinando su sección de baloncesto y consiguiendo el hito de hacer "temporada perfecta", es decir, ganar todas las competiciones que disputó en la 2015-2016.